# Macleania macrantha
Macleania macrantha är en ljungväxtart som beskrevs av George Bentham. Macleania macrantha ingår i släktet Macleania och familjen ljungväxter. Inga underarter finns listade i Catalogue of Life.